# Isertia coccinea
Espèce
Synonymes
Selon Tropicos (30 mai 2024)
- Guettarda coccinea Aubl. - Basionyme
- Isertia coccinea var. pentamera Bremek.
- Isertia flava Miq.

Selon GBIF (30 mai 2024)
- Duhamelia coccinea (Aubl.) Dum.Cours.
- Guettarda coccinea Aubl. - Basionyme
- Isertia coccinea (Aubl.) Vahl
- Isertia coccinea var. pentamera Bremek.
- Isertia flava Miq.

Isertia coccinea est une espèce d'arbuste d'Amérique du sud, appartenant à la famille des Rubiaceae.
Il est connu en Guyane sous le nom de Bois-pian (Créole).

## Description
Isertia coccinea est un arbruste ou un arbre, atteignant 5-15(20) m de haut.
L'écorce externe est gris-brun clair, tandis que l'écorce intérieure est crème avec inclusions orange, devenant brun-noir à l'air, avec exsudat résineux rouge, aubier blanc-jaune.
Les tiges sont quadrangulaires, couvertes de tomentum striguleux brunâtre.
On compte 4 stipules interpetiolaires, cymbiformes et triangulaires, longs de 5-15 mm.
Les feuilles présentent un limbe obovale à elliptique, mesurant 12-25 x 9-13 cm, glabre adaxialement, floculé, et comptant 15-24 paires de nervures secondaires.
Les inflorescences sont largement ovoïdes à sphériques, mesurant 8-13 x 5-11 cm.
Les fleurs ont un calice rouge quadrilobé, mesurant 6-7 x 5-6 mm
La corolle est rouge-orange à la base, passant au jaune à la périphérie, avec un tube long de 50-70 mm, densément tomenteux abaxialement, et avec une pubescence jaune dense autour de l'embouchure adaxialement.
Les fruits sont largement ovoïdes, d'environ 10 mm de diamètre, et contiennent des graines longues de 0,9-1 mm.
En 1953, Lemée en propose la description suivante de Isertia coccinea :

« [ISERTIA] coccinea Gmel. (Guettarda c. Aubl., I. flava Miq.). Arbrisseau ou arbre à rameaux,tomenteux-ferrugineux ainsi que les pétioles, inflorescences et fleurs ; feuilles opposées ou rarement par 3, à pétiole de 0,01-0,06 et limbe de 0,14-0,38 sur 0,08-0,15, elliptiques acuminées, à base aiguë ou presque, subcoriaces glabres en dessus sauf sur la côte, menteuses- grisâtres en dessous, (poils fasciculés), avéc 18-20 paires de nervures, stipules de 5 mm. à 2 lobes aigus étalés ; panicules à pédoncule, axe et ramifications 4-gônes, bractées et bractéoles petites ; fleurs les unes sessiles, les autres pédicellées, corolle de 0,04-0,08, rouges ou jaunes, à tube cylindrique et lobes assez courts obtus ; fruit subglobuleux, à diamètre de 0,01 environ, tomenteux-ferrugineux, surmonté du calice, à 6 loges (ou noyaux) et paroi osseuse. - Maroni : camp Godebert, Charvein : (R. Benoist) ; herbier Lemée : Cayenne-Maringoins. »

— Albert Lemée, 1953

## Répartition
Isertia coccinea est une espèce néotropicale représenté principalement sur le plateau des Guyanes, au Guyana, au Suriname, en Guyane, et au Brésil (Amapá, Pará).

## Écologie
Isertia coccinea est commune dans la végétation secondaire, en particulier le long des routes et des larges sentiers. Ses fleurs sont visitée et probablement pollinisée par les colibris.
Son modèle de croissance a été étudié.

## Usages
L'extrait de Isertia coccinea présente des propriétés anti-corrosives.

## Protologue

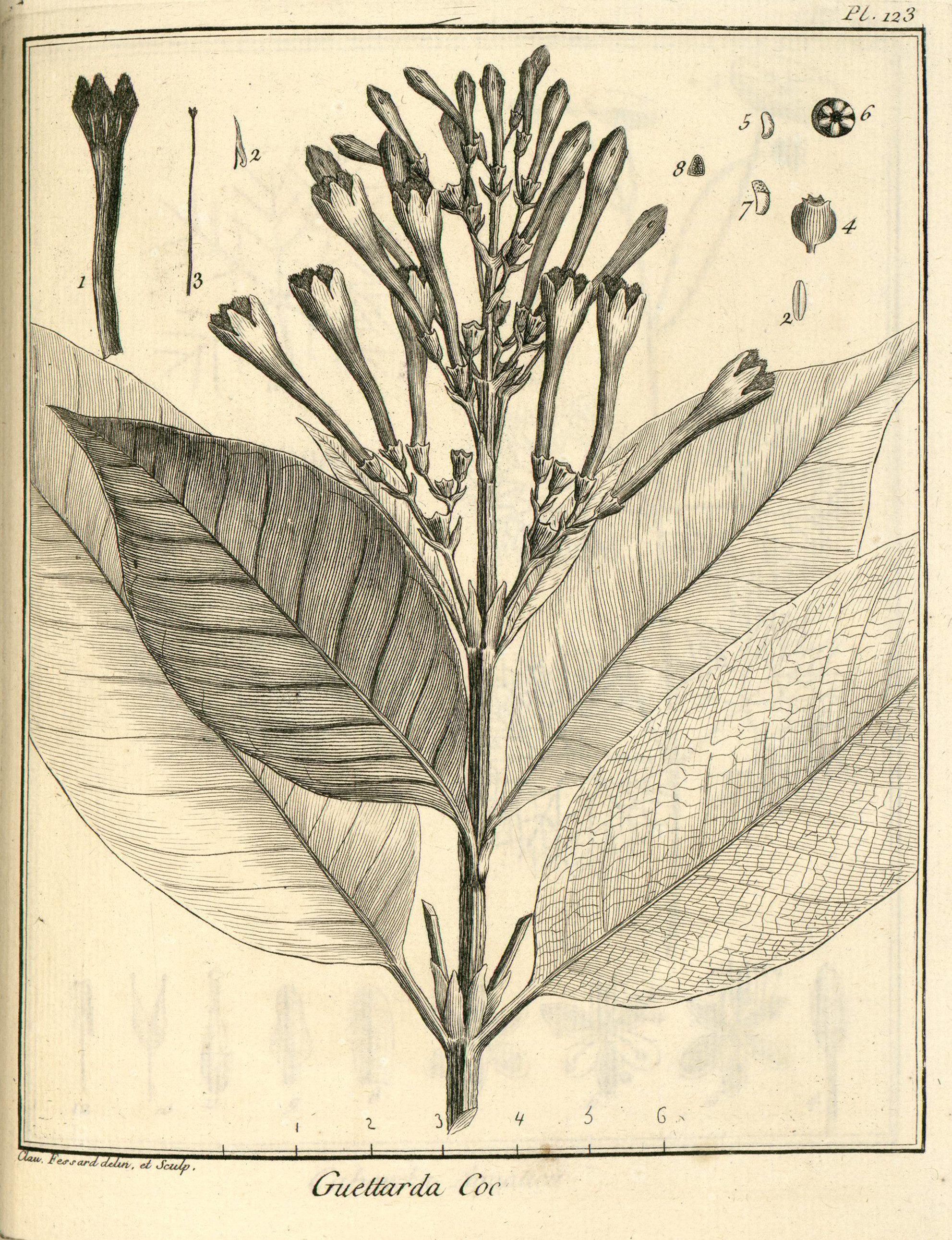
Isertia coccinea par Aublet (1775)
1. Baie. - 2. Baie coupée en travers. - 3. Semences.

En 1775, le botaniste Aublet l'a premièrement décrit sous le nom de Guettarda coccinea et en a proposé le protologue suivant, :
« 1. GUETTARDA (coccinea)  folio ampliſſimo, ovato, acuto ; florum racemis erectis, terminalibus ; fructu coccineo. (Tabula 123.)
Arbor trunco decem aut duodecim-pedali, ad ſummitatem ramoſo ; ramis erectis, nodotis, tetragonis ; ramusculis villoſis, rufeſcentibus, oppoſitis. Folia oppoſita, ampla, ovata, acuta, ſupernè viridia, infernè tomentoſa, ſubcinerea, nervis rufeſcentibus, petiolata. Stipula longa, lata, acuta, utrinquè intrà baſim petiolorum, decidua. Flores racemoſi, erecti, terminales ; pedicelli oppoſiti, ad baſim squamulis duabus munici. Calix purpuraſcens ; tubus luteus. Bacca rubra. Semina plurima, angulata, rugoſa.
Floret & fructum ſert quovis anni tempore.
Habitat in ſylvis Caiennæ & Guianæ.
LA GUETTARDE à fleur rouge. (PLANCHE 123.)
Le tronc de cet arbre s'élève de dix à douze pieds ſur ſept à huit pouces de diamètre. Son écorce eſt gerſée & rouſſâtre. Son bois eſt blanc, peu compacte ; il pouſſe à ſon ſommet pluſieurs branches à quatre angles, droites, chargées de rameaux oppoſés, cannelés & couverts d'un duvet rouſſâtre ; ils ont en naiſſant deux stipules qui les embraſſent. Ils ſont garnis de feuilles deux à deux, oppoſées & diſpoſées en croix. Les feuilles ſont liſſes, entières, ovales, terminées par une longue pointe, vertes en deſſus, & cendrées en deſſous, avec des nervures apparentes & rouſſâtres ; les plus grandes ont quatorze pouces de longueur ſur ſept de largeur. Leur pédicule eſt cylindrique, cannelé, long de deux pouces, renflé à ſa naiſſance, & accompagné de deux ſtipules larges & aiguës qui tombent de bonne heure, & qu'on ne rencontre qu'aux jeunes feuilles. Les fleurs naiſſent à l'extrémité des rameaux en groſſe panicule droite, dont les branches ſont oppoſées & rameuſes. Les branches & les rameaux ſortent d'entre deux petites écailles. Le calice de la fleur en a auſſi deux à ſa baſe.
Les rameaux portent trois fleurs, dont une intermédiaire eſt ſeſſile.
Le calice eſt d'une ſeule pièce de couleur purpurine, en forme de coupe. Il contient l'ovaire, & fait corps avec lui. La partie qui déborde l'ovaire, eſt jaune & à quatre dentelures fermés.
La corolle eſt monopétale. Son tube eſt long de deux pouces, & plus. Il eſt rouge vif, courbe, évaſé par le haut, be partagé en ſix lobes jaunes dont la face interne eſt couverte & poils de la même couleur. Ce tube eſt attaché autour d'un diſque qui couvre l'ovaire.
Les étamines ſont au nombre de ſix, placées ſur la paroi ſupérieure & interne du tube, au deſſous de ſes diviſions. leurs filets ſont courts, blancs. Les anthères ſont longues, jaunes, & à deux bourſes partagées par un ſillon.
Le piſtil eſt un ovaire renferme dans le calice, couvert d'un diſque, du centre duquel s'élève un ſtyle long, blanc, termine par un stigmate vert, a ſix rayons.
L'ovaire devient une baie ſucculente, rouge, de la groſſeur d'une ceriſe couronnée par les diviſions du calice ; elle eſt à ſix loges ſéparées par des cloiſons. Chaque loge contient une petite coque remplie de semences menues, triangulaires & chagrinées.
La baie eſt douce & bonne à manger.
Le bois de cet arbre eſt amer.
La décoction & ſes feuilles eſt employée par les Créoles en fomentation, en bain, & en douche pour guérir les enflures.

Cet arbre eſt commun dans l'île de Caïenne & dans la Terre ferme. Il croît dans les taillis & au bord des ſavanes. Il eſt en fleur & en fruit dans preſque tous les mois de l'année. »
— Fusée-Aublet, 1775.